# 神埼市立脊振小学校
神埼市立脊振小学校（かんざきしりつ せふりしょうがっこう）は、佐賀県神埼市脊振町広滝にある市立の小学校。

## 概要
歴史
1875年（明治8年）創立。数回の改組・改称を経て、現校名になったのは2006年（平成18年）。2025年（令和7年）に創立150周年を迎える。
校訓
「石の門の教え」
- 1 心の大きい優しい子
- 2 体の丈夫なたくましい子
- 3 意志の強いやり抜く子
- 4 郷土を愛し学業に励む子
- 5 品のある礼儀正しい子

校章
中央に校名の頭文字「脊」を配したデザインとなっている。
校歌
歌詞は3番まであり、1番の歌詞中に校名の「脊振」が登場する。
校区
「神埼市背振町全域」。中学校区は神埼市立脊振中学校。なお、脊振小学校は神埼市から「小規模特認校」に認定されており、神埼市のどこからでも通学することができる。

## 沿革
- 1875年（明治8年） - 創立。

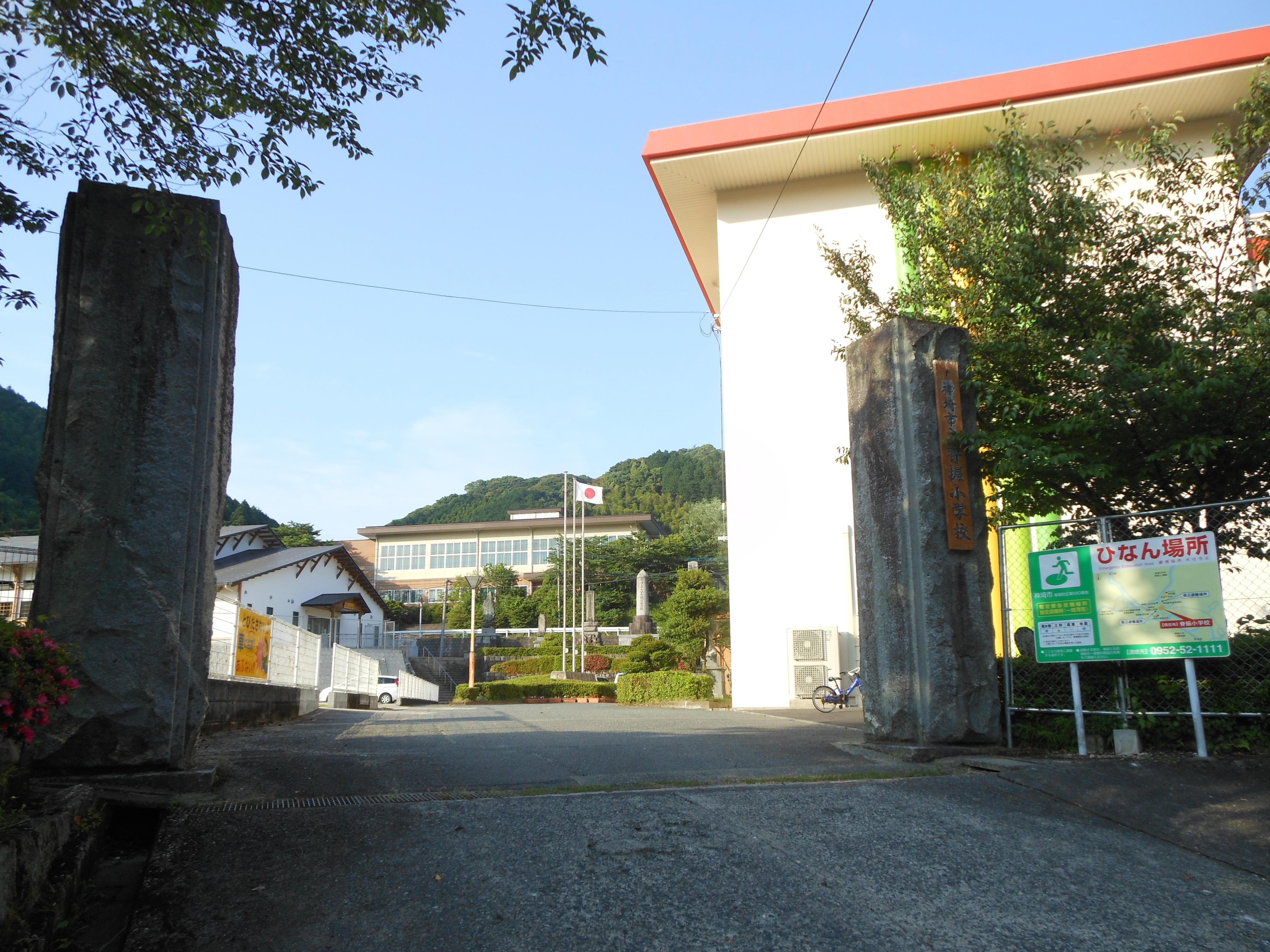
国登録有形文化財に登録された石門

- 1889年（明治22年）4月1日 - 市町村制施行により、神埼郡3村（広滝山・服巻山・鹿路山（名尾を除く））が合併して脊振村が発足。
- 1892年（明治25年）- 「脊振尋常小学校」と改称。
- 実施年月日不明 - 高等科を併置の上、「背振尋常高等小学校」に改称。
- 1900年（明治33年）- 久保山分校と鳥羽院分校を設置。
- 1914年（大正3年）3月 - 石門を建立[4]。
- 1941年（昭和16年）4月1日 - 国民学校令の施行により、「脊振村国民学校」に改称。尋常科を初等科に改める。
- 1947年（昭和22年）4月1日 - 学制改革が行われる。
  - 国民学校初等科が新制小学校「脊振村立脊振小学校」に改組・改称。
  - 国民学校高等科が青年学校普通科とともに、新制中学校「脊振村立脊振中学校」に改組。小学校に併設。
- 1982年（昭和57年）3月	- 新校舎が完成。
- 2003年（平成15年）3月31日 - 久保山分校と鳥羽院分校が閉校。
- 2006年（平成18年）3月20日 - 町村合併により、「神埼市立脊振小学校」（現校名）となる。
- 2022年（令和4年）10月 - 「脊振小学校石門」が国登録有形文化財に登録される[5]。

## 石門
学校のシンボルともなっている校門は高さ4.3メートル、太さ1メートル余り、重さ13トンの角柱が間口7.1メートルで1対となった花崗岩製の大型の石門で、国の登録有形文化財に登録されている。1914年（大正3年）3月、当時の脊振村長であった徳川権七の発案により、大正天皇の即位記念、および村の教育・文化の発展を願って建立され、村民の手により石材の切出しから運搬、設置が行われた。各面は江戸切り仕上げで、頂部には突起があり、かつては頂部に金属製の門飾りがあった。

## かつての分校
- 久保山分校（くぼやま）

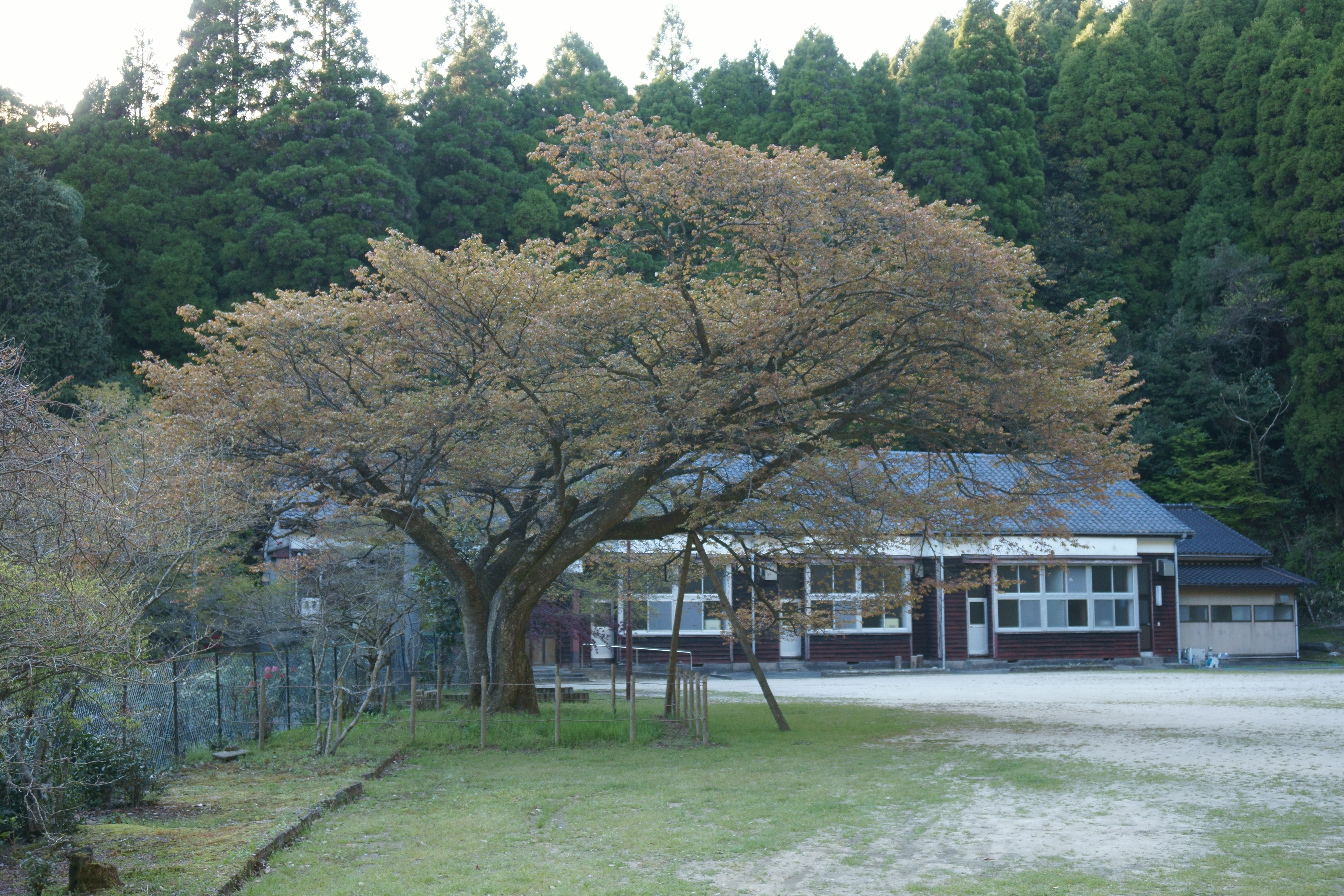
旧・久保山分校（脊振山麓習遊館）とヤマザクラ

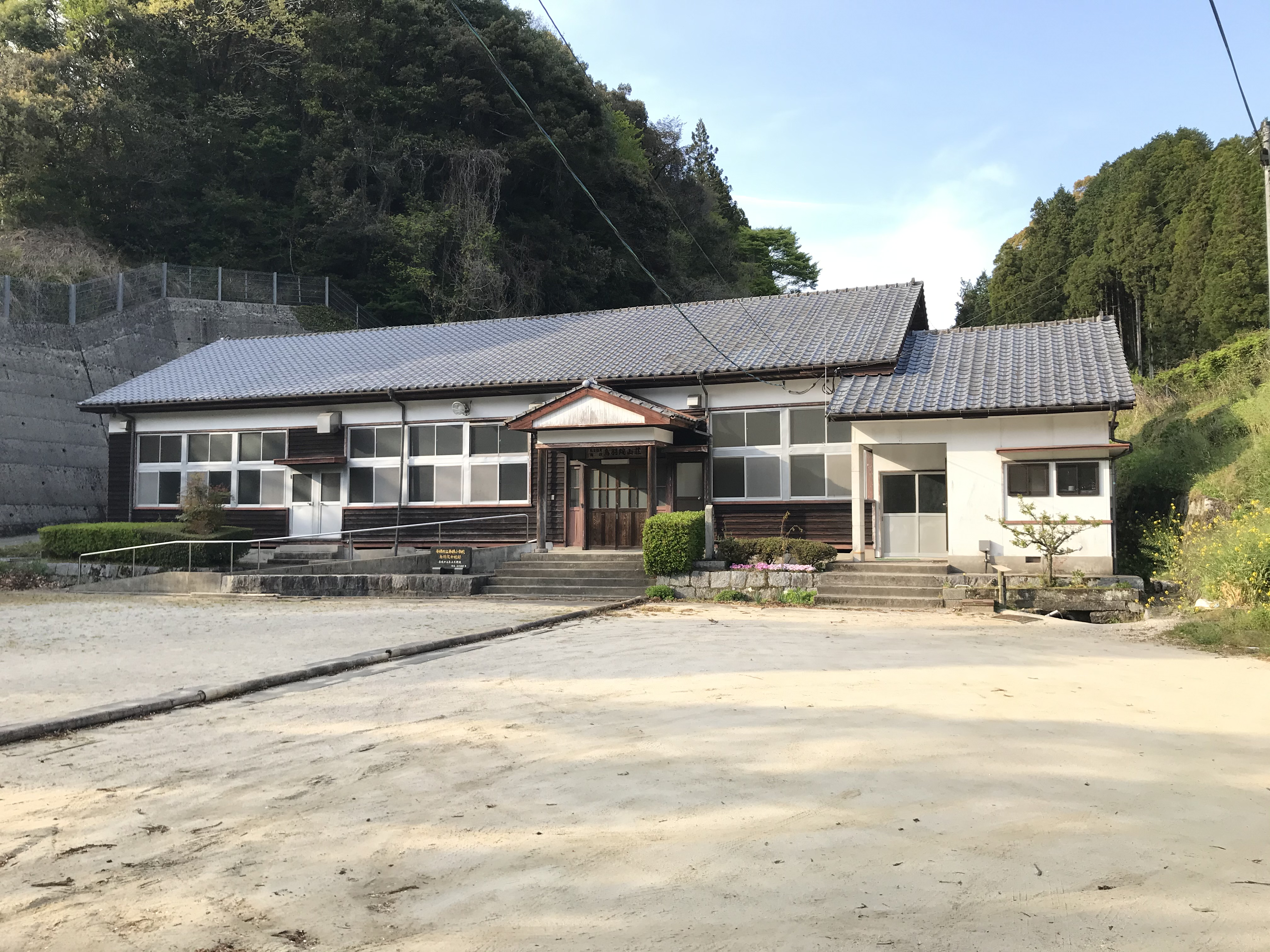
旧・鳥羽院分校（鳥羽院山荘）

  - 所在地 : 神埼市脊振町服巻873番地5（北緯33度24分52.7秒 東経130度21分02.5秒 / 北緯33.414639度 東経130.350694度）
  - 創立年 : 1900年（明治33年）
  - 閉校年月日 : 2003年（平成15年）3月31日
  - 閉校後の活用 : 社会教育施設「脊振山麓習遊館」として活用されている[7]。
  - 久保山のヤマザクラ : 旧校庭にあるヤマザクラで、分校創立後間もなく植えられたと推定される。2015年（平成27年）に神埼市の天然記念物に指定されている[8]。

- 鳥羽院分校（とばいん）
  - 所在地 : 神埼市脊振町鹿路3496番地1（北緯33度23分14.5秒 東経130度17分14.7秒 / 北緯33.387361度 東経130.287417度）
  - 創立年 : 1900年（明治33年）
  - 閉校年月日 : 2003年（平成15年）3月31日
  - 閉校後の活用 : 社会教育施設「鳥羽院山荘」として活用されている[7]。
  - 「鳥羽院」の由来 : 鳥羽院地区には、鎌倉時代の1221年の承久の乱で敗れ、隠岐島に流された後鳥羽上皇がひそかに島を抜け出し、身を寄せたという伝説があり、鳥羽院という地名の由来になっている。鳥羽院分校の校庭には、名水が湧き出している。

## 交通
最寄りの鉄道駅
- JR九州 長崎本線「神埼駅」

最寄りのバス停留所
- 三瀬神埼線 「広滝」停留所

最寄りの幹線道路
- 佐賀県道305号脊振山公園線
- 佐賀県道21号三瀬神埼線
- 佐賀県道209号広滝大和富士線

## 周辺
- 神埼市役所 脊振交流センター・脊振支所 （旧・脊振村役場）
- 神埼市立せふり保育園
- 神埼市立脊振中学校
- 神埼警察署脊振警察官駐在所
- 神埼市脊振公民館
- 脊振郵便局
- JAさが脊振出張所・神埼地区北部営農センター
- 脊振町高齢者生活福祉センター
- 背振勤労者体育館
- 城原川